# RTDS-8
RTDS-8 (Real-Time Development System for 8-bit microprocesors) – mikrokomputerowy system uruchomieniowy, przeznaczony do wspomagania procesu uruchamiania 8-bitowych, prototypowych systemów mikrokomputerowych, pakietów lub oprogramowania oraz do ich testowania.

## Historia systemu
System RTDS-8 został opracowany w:
- ZSAK PAN w Gliwicach (obecnie IITiS PAN), przy współpracy
- Instytutu Informatyki Politechniki Śląskiej,

a produkowany był przez
- ZUK MERA-Elzab w Zabrzu.

W latach 1987–1988 wdrożono 16-bitową wersję systemu.

## Przeznaczenie systemu
System dla architektury 8-bitowej dostępny był z sondami mikroprocesorów:
- 8080
- 8085
- Z80
- 8048.

Natomiast system 16-bitowy dla mikroprocesorów:
- 8086
- 8088.

## Budowa i działanie systemu
System składał się z dwóch podstawowych bloków funkcjonalnych:
- mikrokomputera bazowego,
- uniwersalnego emulatora mikroprocesorów.

Wspomaganie uruchamiania systemów oparte na emulacji układowej polega na symulacji mikroprocesora przez taki sam procesor jak symulowany, ale pracujący z rozbudowanymi układami sterowania i monitorowania, poprzez zastąpienie mikroprocesora sondą układu emulatora.
Mikrokomputer bazowy był uniwersalnym mikrokomputerem z procesorem 8085 pracującym pod kontrolą:
- prostego monitora rezydującego w pamięci EPROM (8kB) rozszerzonego o obsługę sterowania pamięcią dyskową, lub
- systemu CP/M.

Uniwersalny emulator mikroprocesorów to układ oparty na metodzie forsowania wykonania instrukcji, umożliwiającej programowe sterowanie przebiegiem operacji, sterowanie stanem mikroprocesora i monitorowania uruchamianego systemu (objęta patentem PRL nr 202905).

## Zlecenia systemu
Dostępne zlecenia dzielą się na 3 funkcjonalne grupy:
- zlecenia inicjujące pracę systemu,
- zlecenia dotyczące właściwego uruchamiania systemu:
  - wyświetlania stanu mikroprocesora i układów we-wy,
  - modyfikowania stanu mikroprocesora i układów we-wy,
  - krokowego wykonania,
  - deasemblacji,
  - kontroli stanu rejestrów,
  - zatrzymania programu,
  - śledzenia programu w czasie rzeczywistym,
  - pomiaru czasu,
- zlecenia zapamiętania stanu systemu (w pamięci dyskowej) i umożliwiające odtworzenie tego stanu.